# Palestrina (Italie)
Pour les articles homonymes, voir Palestrina (homonymie).
Palestrina, ou Préneste en français, est une commune italienne d'environ 22 000 habitants, située dans la province de Rome dans la région Latium, dans le centre de l'Italie.

## Géographie
Située dans la province de Rome, région du Latium, Palestrina est à 450 m d'altitude. Sa superficie est de 47 km2 et avec 21 600 habitants, elle présente une densité de 458 hab./km2. Elle est à 15 km de Colloferro et à 33 km de Rome, en amont dans la vallée terminale du Tibre à sa sortie des Anti-Apennins, série de collines allongées du nord au sud, d'origine volcanique à l'est.

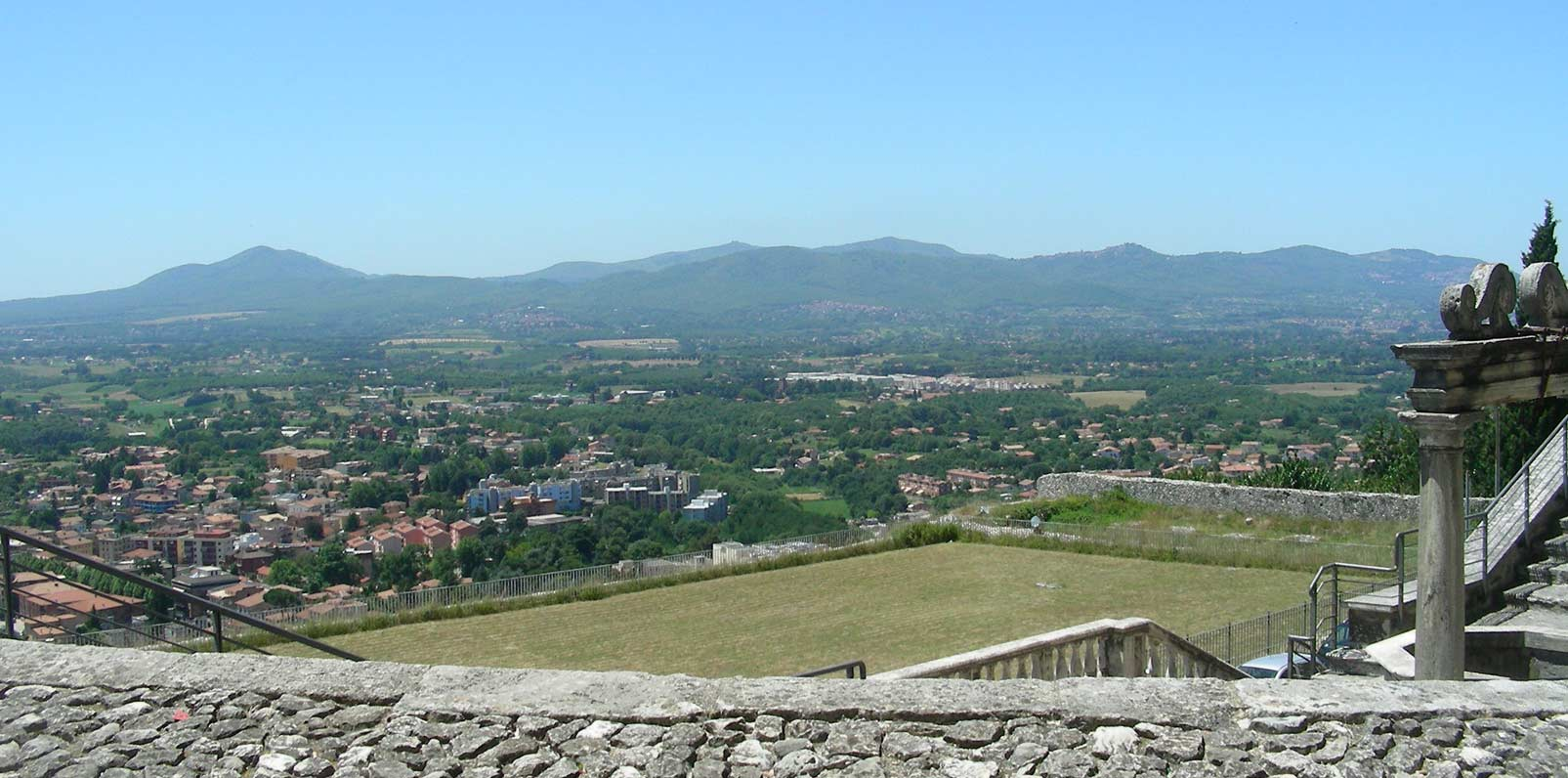
Vue générale.

### Hameaux
Les frazioni de Palestrina sont Carchitti, Valvarino.

### Communes limitrophes
Les communes attenantes à Palestrina sont Artena, Castel San Pietro Romano, Cave, Gallicano nel Lazio, Labico, Rocca di Cave, Rocca Priora, Rome, San Cesareo, Valmontone, Zagarolo.

## Histoire
La cité latine de Praeneste, proche de Rome, compte parmi les principales cités du Latium à l'époque archaïque. Son sanctuaire oraculaire de Fortuna Primigenia, dont on voit encore des vestiges imposants, compte parmi les principaux centres religieux du Latium. La ville demeure indépendante jusqu'à la guerre sociale (90-88 av. J.-C.), après laquelle elle est transformée en municipe.

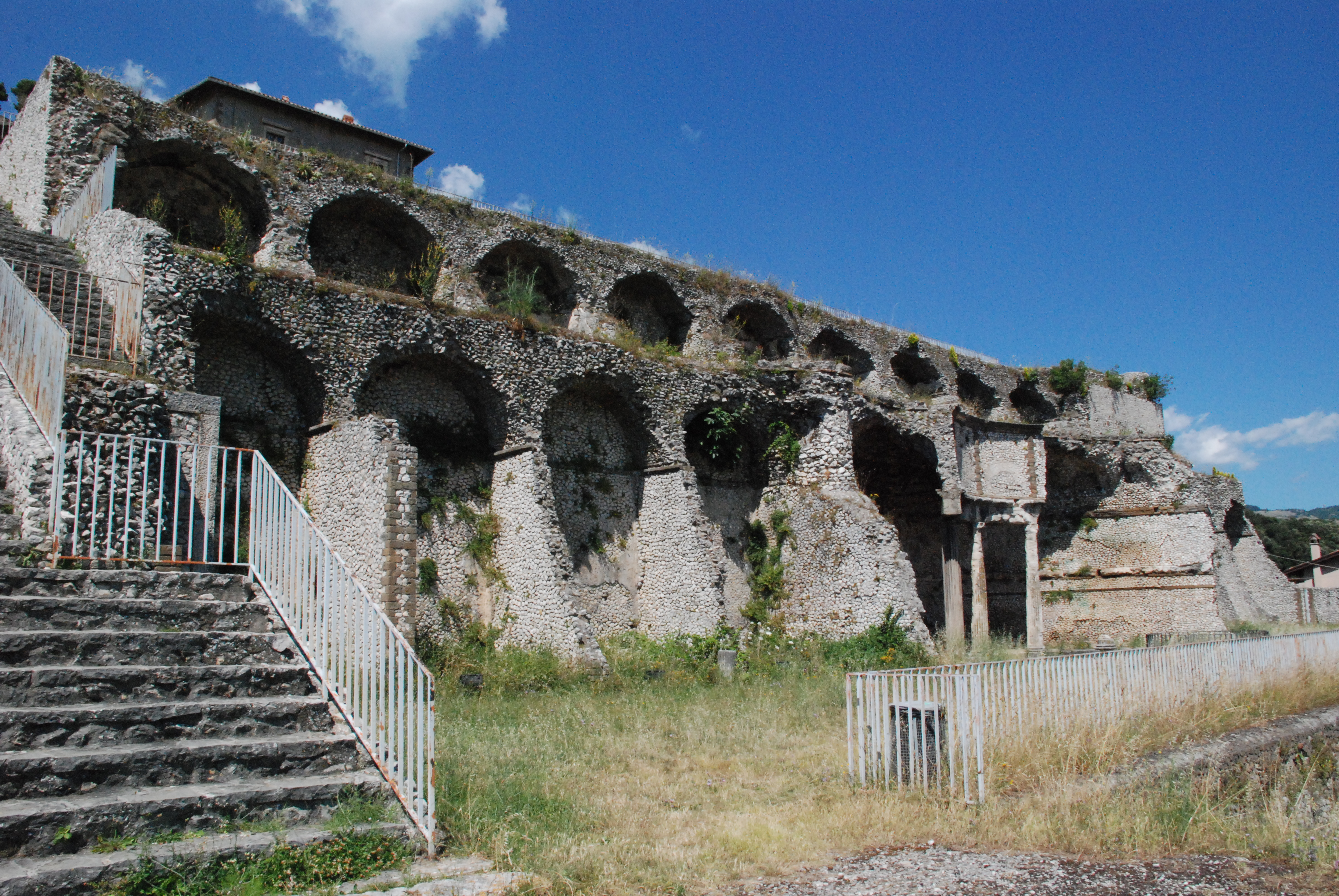
Sanctuaire de la Fortuna Primigenia.

## Démographie
Habitants recensés

## Administration
| Période | Période  | Identité      | Étiquette | Qualité |
| ------- | -------- | ------------- | --------- | ------- |
| 2023    | En cours | Enza Caporale |           |         |

### Jumelages
- Füssen (Allemagne) depuis le 1er juin 1972[3]
- Bièvres (France) depuis 2007 (signature du pacte en 2008[4])

## Culture

### Lieux et monuments
- Palais Colonna Barberini, qui abrite le musée national d'archéologie prénestine ; il abrite notamment la célèbre Mosaïque du Nil datant du IIe siècle av. J.-C.
- Cathédrale Sant'Agapito Martire, siège du diocèse suburbicaire de Palestrina.
- Église Sant'Antonio.
- Église Santa Rosalia.
- Église Santissima Annunziata.
- Porte Martino, avec ses ouvertures latérales particulières.

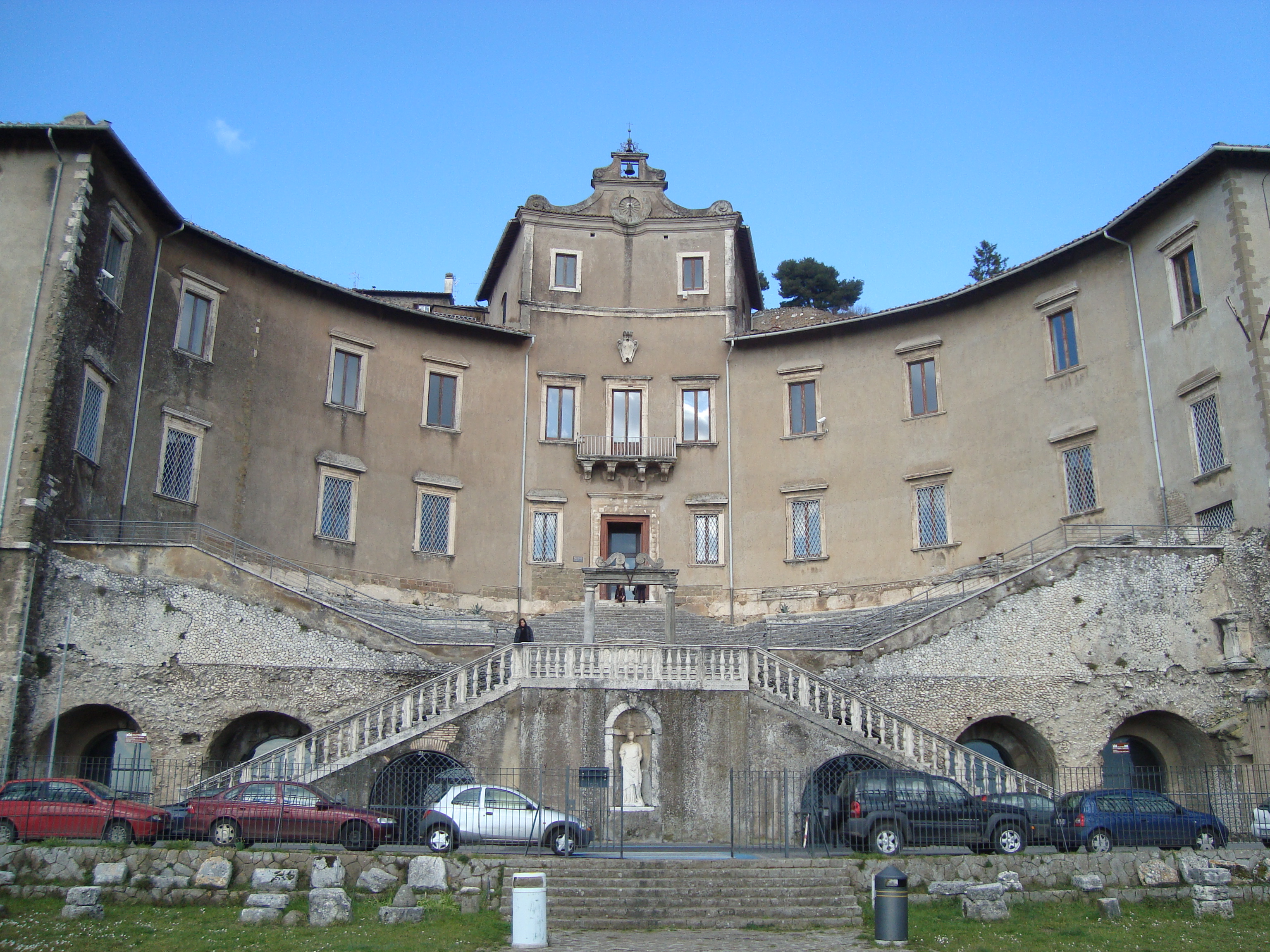
Le palais Barberini.
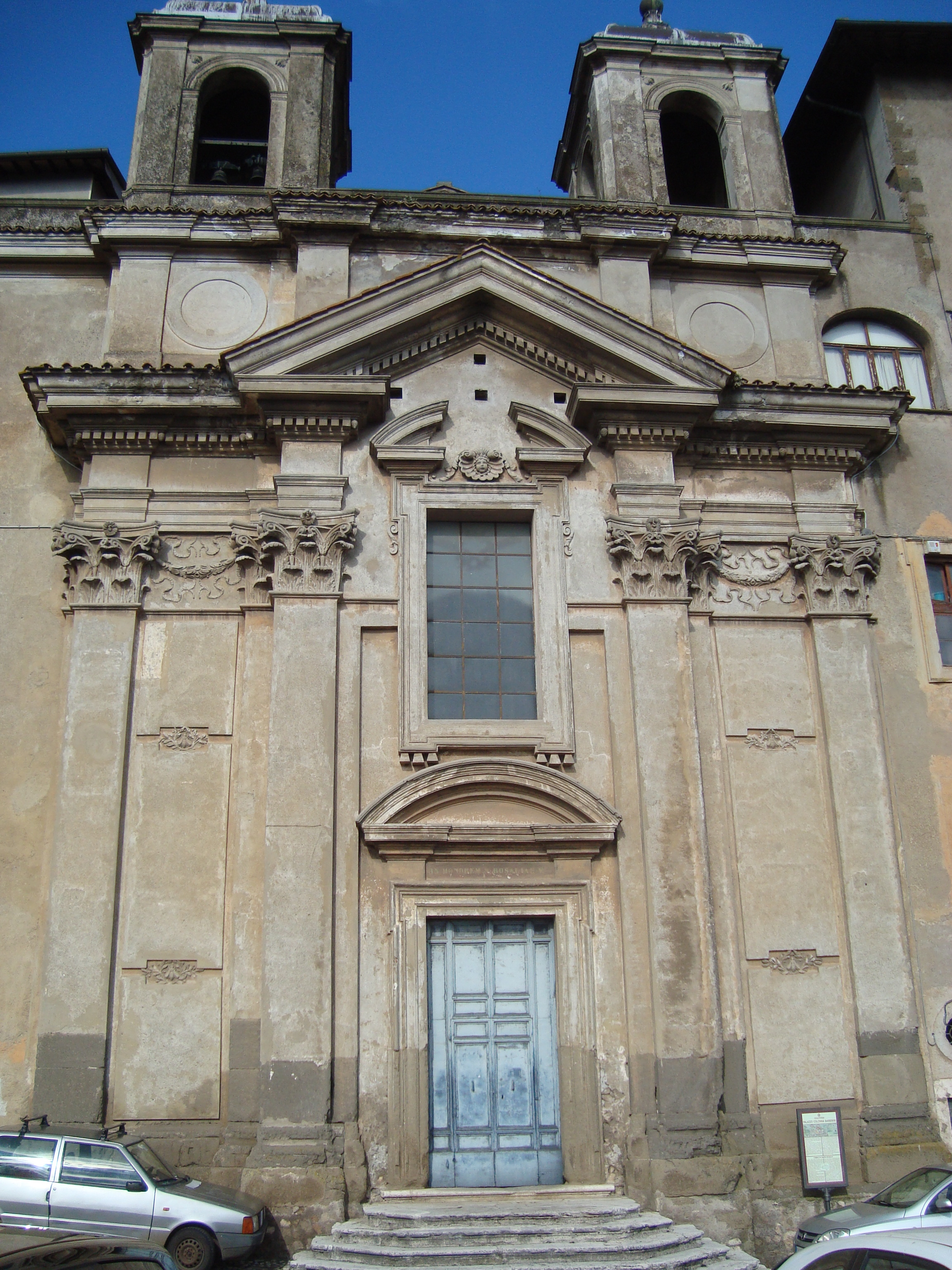
Église Santa Rosalia, faisant partie du palais Barberini.
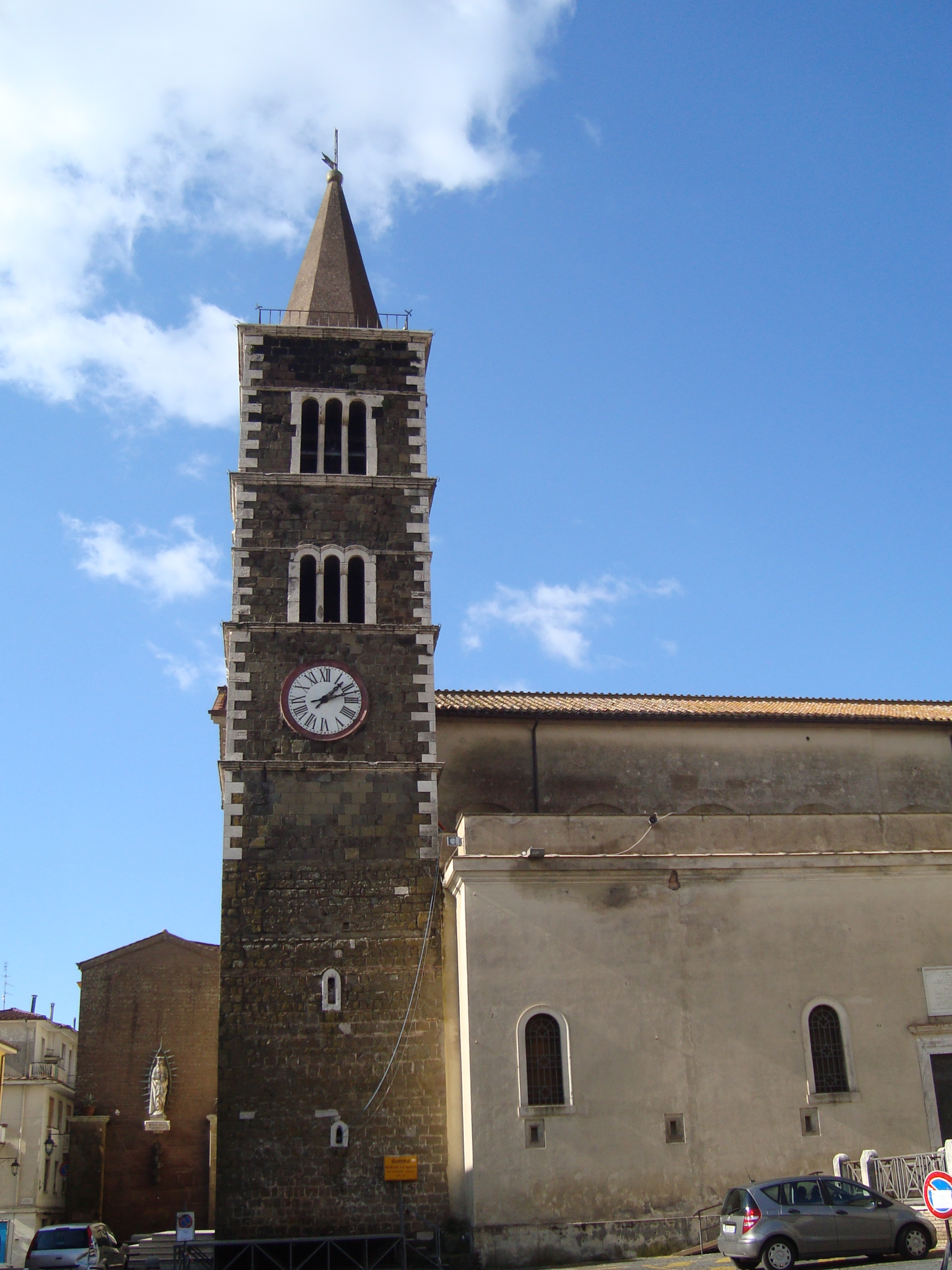
La cathédrale Sant'Agapito.
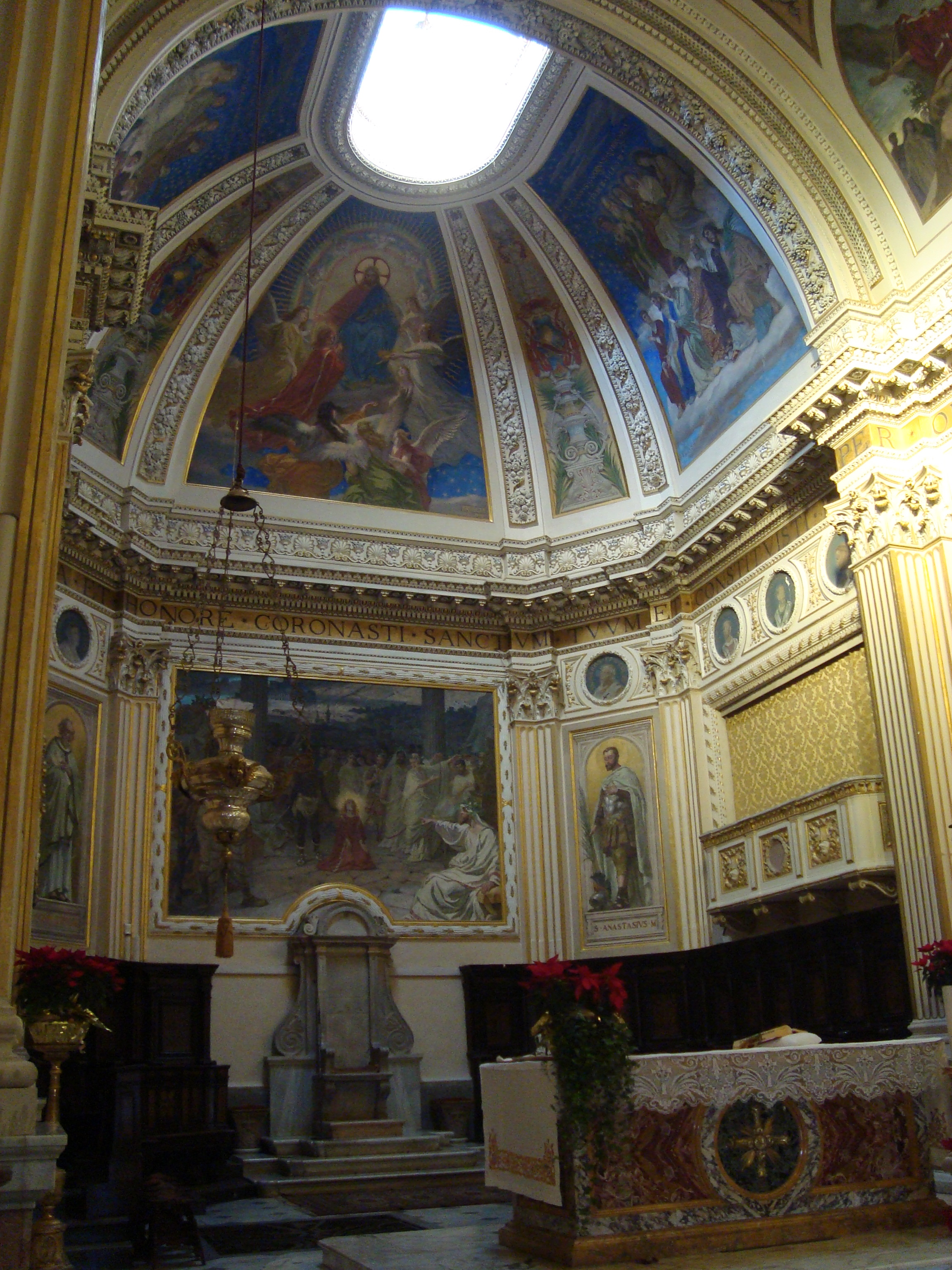
L'abside de la cathédrale Sant'Agapito.

### Personnalités liées à la commune
- Le compositeur romain d'adoption Giovanni Pierluigi da Palestrina (1525/26-1594) est né à Palestrina.
- L'aurige Dioclès (104-146) est mort à Palestrina.
- L'historien romain de langue grecque Claude Élien (175-235) est originaire de Palestrina.
- Valerio Cleri
- Andrea Fulvio
- Antonio Sbardella
- Luca Sterbini
- Simone Sterbini

### Articles liés
- Préneste
- Sanctuaire de la Fortuna Primigenia